# Адольф Фуртвенґлер
Адольф Фуртвенглер (нар. 30 червня 1853, Фрайбург-ім-Брайсгау, пом. 10 жовтня 1907, Афіни) — німецький археолог, професор університету, історик мистецтва та директор музею; батько диригента і композитора Вільгельма Фуртвенглера, дід археолога Андреаса Фуртвенглера.

## Життєпис
Фуртвенглер народився у Фрайбурзі в Брайсгау, де його батько був учителем. Навчався в рідному місті. Він навчався в Лейпцигу та Мюнхені, де здобув прихильність Генріха Брунна, чий порівняльний метод у мистецтвознавстві він пізніше розвинув. У 1878 брав участь у розкопках в Олімпії. У 1880 став співробітником музею в Берліні. Потім читав лекції в Берліні (1884) і Мюнхені. Він також брав участь у розкопках на Егіні.

### Кар'єра археолога
Після закінчення навчання в Лейпцигу та захисту докторської дисертації у Фрайбурзі роботою Eros in der Vasenmalerei він провів навчальний рік 1876—1878 завдяки стипендії Німецького археологічного інституту в Італії та Греції. Брав участь у дослідницькій роботі Генріха Шлімана в Олімпії.
У 1879 році разом з Георгом Лешке він опублікував Mykenische Thongefäβe, в якому описував кераміку, знайдену в Мікенах і на Егіні. Пізніше ця робота виявилася не тільки корисною для датування керамічних артефактів, але й стала першою в світі повною публікацією всіх керамічних матеріалів, знайдених на одному конкретному археологічному місці. У своїй роботі Фуртвенглер виділив гончарні стилі (мікенський, геометричний), що допомогло йому датувати кераміку. Візерунки та малюнки, знайдені на шматках раковин, раніше ігнорувалися. При визначенні стратиграфії стоянки керамічні фрагменти не враховувалися. Фуртвенглер був першим, хто датував рівні на основі знайденого керамічного матеріалу, навіть якщо це були лише фрагменти більших посудин.
Завдяки своїй роботі археолог влаштувався помічником директора Королівського музею в Берліні та викладачем Берлінського університету. Як він пізніше казав, роки, які він провів у музеї, були найкращими в його житті. Знання керамолога можна оцінити, ознайомившись із підготовленим ним каталогом музею, т. зв. Колекція Сабурова.
У 1885 році Фуртвенглер одружився з Адельхайд Вендт. Того ж року видав каталог грецької кераміки Antikensammlung Berlin Beschreibung der Vasensammlung im Antiquarium (у двох томах). Публікація Meisterwerke der griechischen Plastik у 1893 році, присвячена давньогрецькій скульптурі, сприяла його славі. Фуртвенглер ідентифікував багатьох авторів грецьких творів, копії з яких були зроблені в римський період. У 1891 році він запропонував власну реконструкцію скульптури Фідія «Афіна Лемнія» 450 року до н. Цю реконструкцію досі можна побачити в музеї Альбертінум у Дрездені.
У 1894 році він покинув Берлін, щоб читати лекції свого колишнього професора Генріха фон Брунна. Тож він почав викладати археологію в Мюнхені. Він також був директором Мюнхенської гліптотеки. У 1900 році була опублікована Die Antiken Gemmen про грецькі орнаменти. У 1904 році разом з Карлом В. Райххольдом він почав видавати серію про грецьку кераміку «Griechische Vasenmalerei». Публікувалася у вип. Після смерті Фуртвенглера Фрідріх Хаузер продовжив його редакторську роботу. Третій том праці вийшов у 1932 році.
Фуртвенглер також повернувся до археологічних досліджень. Працював у храмі Афеї на Егіні. Результати роботи були опубліковані в монографії в 1906 році. Через рік археолог захворів на дизентерію. Він помер у розквіті сил. Похований в Афінах.
Багато його учнів продовжили його роботу та дослідження.